# Staatsmeisterschaft von Rio Grande do Norte (Frauenfußball)
Die Staatsmeisterschaft von Rio Grande do Norte für Frauenfußball (portugiesisch Campeonato Potiguar de Futebol Feminino) ist die seit 2012 von der Federação Norte-Riograndense de Futebol (FNF) ausgetragene Vereinsmeisterschaft im Frauenfußball des Bundesstaates Rio Grande do Norte in Brasilien.
Die Staatsmeisterschaft wurde 2012 von der FNF etabliert um einen Teilnehmer für die in jenem Jahr erstmals ausgerichtete Copa do Brasil Feminino zu ermitteln. Seit 2017 wird über sie die Qualifikation für die brasilianischen Meisterschaft der Frauen entschieden, zuerst für deren zweite Liga (Série A2) und seit 2021 für die dritte Liga (Série A3).

## Geschichte
Die zwei ersten Finalspiele um die Staatsmeisterschaft wurden am 4. und 8. Februar 2012 gespielt, die das Team von América FC mit 4:1 und 5:0 gegen den Monamy FC für sich entschied.
Das Niveau der Staatsmeisterschaft ist niedrig und bewegt sich auf Amateurebene. Sowohl 2012 und 2015 nahmen vier, 2017 noch fünf und 2018 nur noch drei Vereine teil. Die Meisterschaft des Jahres 2013 sollte in nur einem Spiel zwischen zwei Teilnehmern entschieden werden, wurde am Ende aber am grünen Tisch für den Monamy FC gewertet, weil das gegnerische Team nicht zum angesetzten Termin erschienen war.

## Meisterschaftshistorie

### Ehrentafel der Gewinner
| 0       |                                          |
| 6 Titel | SE União (Extremoz)                      |
| 2 Titel | América FC (Natal) Cruzeiro FC (Macaíba) |
| 1 Titel | Monamy FC (Natal)                        |

### Chronologie der Meister
| Saison | Meister                          | Vizemeister                      | Torschützenkönigin                                     |       |
| ------ | -------------------------------- | -------------------------------- | ------------------------------------------------------ | ----- |
| 2012   | América FC                       | Monamy FC                        | Nilda (América FC; 14)                                 |       |
| 2013   | Monamy FC                        | ACD Potiguar                     |                                                        |       |
| 2014   | Meisterschaft nicht ausgetragen. | Meisterschaft nicht ausgetragen. | Meisterschaft nicht ausgetragen.                       |       |
| 2015   | SE União                         | AC Corintians                    | Jady (SE União; 8)                                     | [ 1 ] |
| 2016   | Meisterschaft nicht ausgetragen. | Meisterschaft nicht ausgetragen. | Meisterschaft nicht ausgetragen.                       |       |
| 2017   | SE União                         | Cruzeiro FC                      | ?                                                      | [ 2 ] |
| 2018   | Cruzeiro FC                      | Palmeiras FC (RN)                | Bárbara Damião (Cruzeiro FC; 4) Deize (Cruzeiro FC; 4) | [ 3 ] |
| 2019   | Cruzeiro FC                      | SE União                         | Fafá (SE União; 12)                                    |       |
| 2020   | América FC                       | SE União                         | ?                                                      |       |
| 2021   | SE União                         | Alecrim FC                       | Marta da Silva (SE União; 8)                           | [ 4 ] |
| 2022   | SE União                         | AE Monte Líbano                  | Mylla (SE União; 4)                                    |       |
| 2023   | SE União                         | Alecrim FC                       | Lu Meireles (SE União; 9)                              | [ 5 ] |
| 2024   | SE União                         | ACD Potyguar Seridoense          | Fafá (SC Parnamirim Estrela Potiguar; 11)              | [ 6 ] |